# Pericopsis laxiflora
Pericopsis laxiflora es una especie de árbol, perteneciente a la familia Fabaceae.

## Descripción
Es un árbol que alcanza los (2 -) 9.13 m de altura; con fuste generalmente retorcido de 25 cm de diámetro y 2 m de circunferencia, con ramas torcidas, pubescentes, la corteza lisa de color marrón grisáceo.

## Ecología
Se encuentra en la sabana arbolada, a menudo en lugares rocosos, con mineral de hierro y con los suelos lateríticos en zonas de alta pluviosidad.  Es uno de los árboles más comunes en las franjas forestales.

## Distribución
Se encuentra en África donde se distribuye por Benín, Camerún, República Centroafricana, el Chad, Ghana, Guinea, Guinea-Bissau, Costa de Marfil, Malí, Níger, Nigeria, Senegal, Sierra Leona, Sudán y Togo.

## Sinonimia
- Ormosia laxiflora Bentham ex Baker, 1871.
- Afrormosia laxiflora (Bentham ex Baker) Harms, 1906.
- Pericopsis laxiflora (Bentham ex Baker) Van Meeuwen, 1962.